# NGC 3296
NGC 3296 је елиптична галаксија у сазвежђу Хидра која се налази на NGC листи објеката дубоког неба.
Деклинација објекта је - 12° 43' 0" а ректасцензија 10h 32m 45,3s. Привидна величина (магнитуда) објекта NGC 3296 износи 13,9 а фотографска магнитуда 14,9. NGC 3296 је још познат и под ознакама IC 618, NPM1G -12.0322, PGC 31155.